# Lesbian Avengers
Las Lesbian Avengers (en español: Vengadoras lésbicas) surgieron en 1992 en Nueva York como «grupo de acción directa centrado en temas vitales para la supervivencia y visibilidad lésbica.» Docenas de capítulos surgieron rápidamente por todo el mundo, con algunos expandiendo su misión para incluir cuestiones de género, raza y clase. Aunque algunos grupos continuaron manifestándose de manera irregular (las Avengers de San Franciso se manifestaron en contra de la Proposición 8), el gran legado de las Lesbian Avengers puede ser la Dyke March anual.

## Origen
Las Lesbian Avengers fueron fundadas por Ana Maria Simo, Sarah Schulman, Maxine Wolfe, Anne-christine D'Adesky, Marie Honan, y Anne Maguire, seis activistas lesbianas con mucho recorrido que se habían implicado en diversos grupos LGBT desde el teatro lésbico Medusa's Revenge a ACT-UP e ILGO (la organización gay y lésbica irlandesa). 
Su primer panfleto reclutador, repartido en la Marcha del Orgullo LGBT de Nueva York invitaba a "¡LESBIANAS! ¡BOLLERAS! ¡MUJERES HOMOSEXUALES!" a unirse. "Estamos malgastando nuestras vidas siendo prudentes. Imagina cómo podría ser tu vida. ¿No estás lista para hacer que se cumpla?"
Por lo visto, las lesbianas si estaban listas, ya que hubo una gran respuesta cuando las Lesbian Avengers tuvieron su primera reunión en el Lesbian, Gay, Bisexual and Transgender Community Services Center. El grupo original creció con rapidez, aparecieron docenas de capítulos en el país, e incluso unos pocos internacionalmente. El grupo londinense surgió de OutRage!
La periodista de Newsweek Eloise Salholz, al cubrir la marcha LGBT de Washington en 1993, creía que las Lesbian Avengers eran tan populares porque se fundaron en un momento en el que las lesbianas estaban cada vez más cansadas de trabajar en asuntos que no les afectaban directamente, como el sida y el aborto, mientras que sus propios problemas permanecían sin resolver. Aún más importante, las lesbianas estaban frustradas con su invisibilidad en la sociedad, y su invisibilidad y la misoginia en la comunidad LGBT. 
Una activista le dijo a Salholz, "Cuando una lesbiana entra en una sala con hombres gays, es igual que si entra en una sala con hombres heterosexuales... Se te escucha y luego educadamente se te ignora." La Lesbian Avenger Ann Northrop subrayó esa idea. "No vamos a ser invisibles nunca más... Vamos a estar en primera fila y tener poder y ser parte de la toma de decisiones."
Estas suposiciones se hicieron realidad en gran parte en entrevistas con las Avengers en el film documental de 1993 Lesbian Avengers Eat Fire, Too, editado por Su Friedrich y Janet Baus. No obstante, algunos miembros bromearon y dijeron que se habían unido para conocer chicas.